# Плужнянський заказник
Плужня́нський зака́зник — орнітологічний заказник місцевого значення в Україні. Розташований у північно-західній частині Шепетівського району Хмельницької області, за 3 км на північний захід від села Сторониче та за 1,8 км на південний захід від села Півнева Гора, в 11-му відділі 60-го кварталу Плужнянського лісництва.

## Загальні відомості

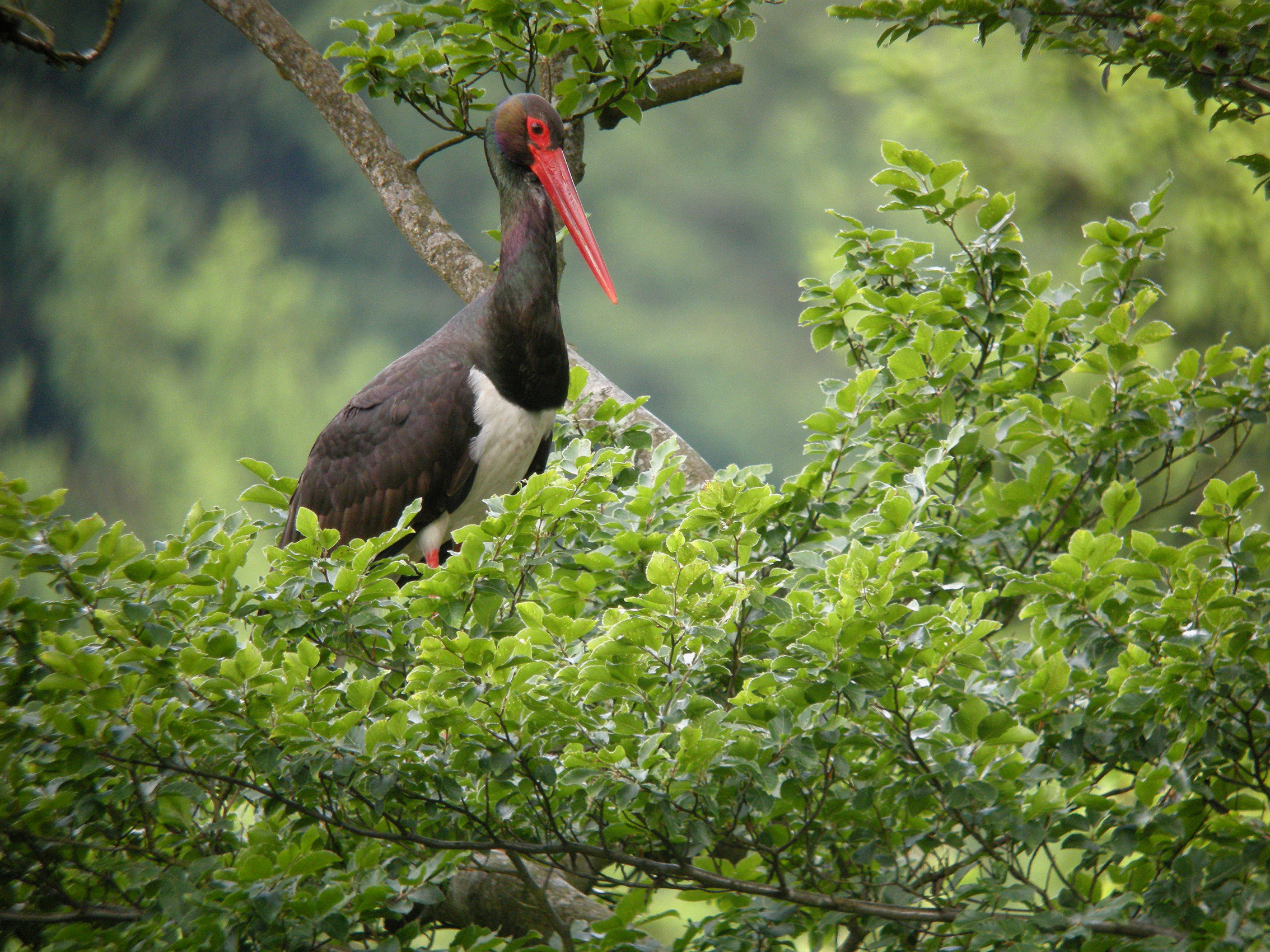
Лелека чорний

Площа заказника 1,4 га. Статус надано 25 грудня 1992 року рішенням 14 сесії Хмельницької обласної ради народних депутатів. Перебуває у віданні Плужнянського лісництва, державного підприємства «Ізяславське лісове господарство».
Статус надано з метою збереження природного гідрофітного комплексу заболоченого лісу з переважанням бореальних (хвойних) лісоболотних, болотних та лісових видів рослин, де часто селяться голуб-синяк та лелека чорний.
Тут росте вільхове насадження з домішками дуба звичайного, берези, каштану кінського. Гніздиться лелека чорний — рідкісний вид, занесений до Червоної книги України та Додатку ІІ, Бернської конвенції. Виявлено проживання багатьох дуплогніздових птахів, у тому числі рідкісного у Хмельницькій області голуба-синяка — виду, який також занесений до Додатку ІІ, Бернської Конвенції.
З видів рослин занесених, до Червоної книги, в заказнику зростають плаун колючий, осока Девелла, астранція велика, товстянка звичайна. На території заказника мешкають такі рідкісні тварини, як європейська медична п'явка‎, видра річкова, черепаха болотяна, ропуха зелена, вивільга, щеврик лісовий, повзик та інші.